# Pentámera
En Botánica se llama pentámera a la estructura o verticilo formado por 5 piezas, o de la flor compuesta de corola y de cáliz integrados por 5 pétalos y 5 sépalos respectivamente. Del griego πενταμερής, compuesto de 5 partes.
En Zoología se dice de los insectos coleópteros que tienen 5 artejos en cada tarso. También denomina al suborden en el que se integran estos insectos.
Ejemplos de plantas con flores pentámeras:
- Antirrhinum charidemi
- Dianthus charidemi
- Limonium insigne
- Linaria nigricans

### Enlaces relacionados
- “Patrones multimodales estables con simetría pentámera: el caso de los Crinoideos Rhodocrinítidos”, por Manuel Torres Hernanz, María Dolores Gil Cid y Patricio Domínguez Alonso, en “Coloquios de Paleontología”, 1999, 50, pp. 117-125, ISSN 1132-1660

- Datos: Q5644419